# Боннэр, Елена Георгиевна
Еле́на Гео́ргиевна Бо́ннэр (15 февраля 1923, Мерв — 18 июня 2011, Бостон) — советский и российский общественный деятель, правозащитник, диссидентка, публицист, вторая жена академика А. Д. Сахарова. Ветеран Великой Отечественной войны. Последние годы жизни провела в США.

## Биография

### Ранние годы
Родилась 15 февраля 1923 года в Мерве (ныне Мары, Туркменистан).
Отец — армянин Левон Саркисович Кочаров (Кочарян).
Отчим — Геворк Саркисович Алиханян, в 1920—1921 годах — 1-й секретарь ЦК КП(б) Армении, в 1921—1931 годах на ответственных партийных постах в районных комитетах РКП(б): Бауманского в Москве и ряде районов Ленинграда. В 1931—1937 годах работал в Исполкоме Коминтерна. Расстрелян 13 февраля 1938 года, посмертно реабилитирован.
Мать — еврейка Руфь Григорьевна Боннэр (1900—1987), член РКП(б) с 1924 года, была арестована 10 декабря 1937 года, а 22 марта 1938 года приговорена к 8 годам лагерей как член семьи изменника Родины.
Реабилитирована в 1954 году. Приходилась племянницей редактору и общественному деятелю Моисею Леонтьевичу Клейману (?—1931) и первому ректору Иркутского университета, психологу Моисею Матвеевичу Рубинштейну.
Е. Г. Боннэр — племянница библиографа и краеведа Анны Гдальевны Боннер (1902—1975) и доктора экономических наук, профессора Московского института народного хозяйства имени Г. В. Плеханова Льва Матвеевича Мордуховича (1902—1989).

### Предвоенные годы
В 1937 году, во время «большого террора», родители Боннэр были арестованы НКВД.
Елена вместе с младшим братом спешно переехала к бабушке в Ленинград. Это спасло обоих от направления в интернат для детей изменников родины, мало чем отличавшийся от лагеря.
В Ленинграде также был арестован и расстрелян её дядя, а тётя выслана из города.
В 8-м классе её исключили из комсомола за то, что она не отреклась от своих родителей, отказалась их осуждать на школьном собрании.
Посещала литературный кружок при Институте истории искусств.
В 1940 году окончила ленинградскую школу № 239.
Трудовую жизнь начала уборщицей, поломойкой в ЖЭКе.
Одновременно училась на вечернем отделении факультета русского языка и литературы ЛПИ имени А. И. Герцена.
Там же прошла первичную медицинскую подготовку и была поставлена на учёт как военнообязанная.

### Военные годы
С началом войны была мобилизована медсестрой. Бабушка погибла в Ленинграде во время блокады.
Работала в одной из санитарных «летучек» — поездов, перевозивших раненых и эвакуированных из Ленинграда с берега Ладоги в Вологду.
В результате авианалёта получила тяжёлое ранение и контузию, находилась на излечении в госпиталях Вологды и Свердловска.
После выздоровления работала сначала медсестрой, а с 1943 года — старшей медсестрой в военно-санитарном поезде № 122.
К 1945 году имела воинское звание лейтенанта медицинской службы.
День Победы 9 мая 1945 года встретила под Инсбруком (Австрия).
После возвращения с фронта в середине мая 1945 года была назначена заместителем начальника медицинской службы отдельного сапёрного батальона на карело-финском направлении.
Демобилизована в конце августа 1945 года.
В 1971 году была признана инвалидом Великой Отечественной войны II группы. 

### После войны
С 1947 по 1953 год Боннэр обучалась в 1-м ЛМИ.
Была исключена из института за высказывания по поводу «Дела о сионистском заговоре в МГБ»; но через 3 месяца после отчисления и спустя месяц после смерти Сталина восстановлена.
По окончании института работала участковым врачом, затем — врачом-педиатром родильного дома, была заведующей практикой и учебной частью медицинского училища в Москве, преподавала там детские болезни.
Кроме того, печаталась в журналах «Нева», «Юность», в «Литературной газете», в газете «Медицинский работник», участвовала в сборнике «Актёры, погибшие на фронтах Отечественной войны», писала для программы «Юность» Всесоюзного радио, сотрудничала как внештатный литконсультант в литературной консультации Союза писателей, была редактором в ленинградском отделении Медгиза.
Была одной из составительниц книги о своём друге и однокласснике, сыне поэта Эдуарда Багрицкого «Всеволод Багрицкий, дневники, письма, стихи» (1964).
В 1965 году вступила в КПСС.

### Протестная деятельность
Переосмыслив после подавления «Пражской весны» 1968 года свою жизненную позицию, в 1972 году вышла из КПСС в связи с несоответствием своих убеждений политике партии.

#### Брак с А. Д. Сахаровым

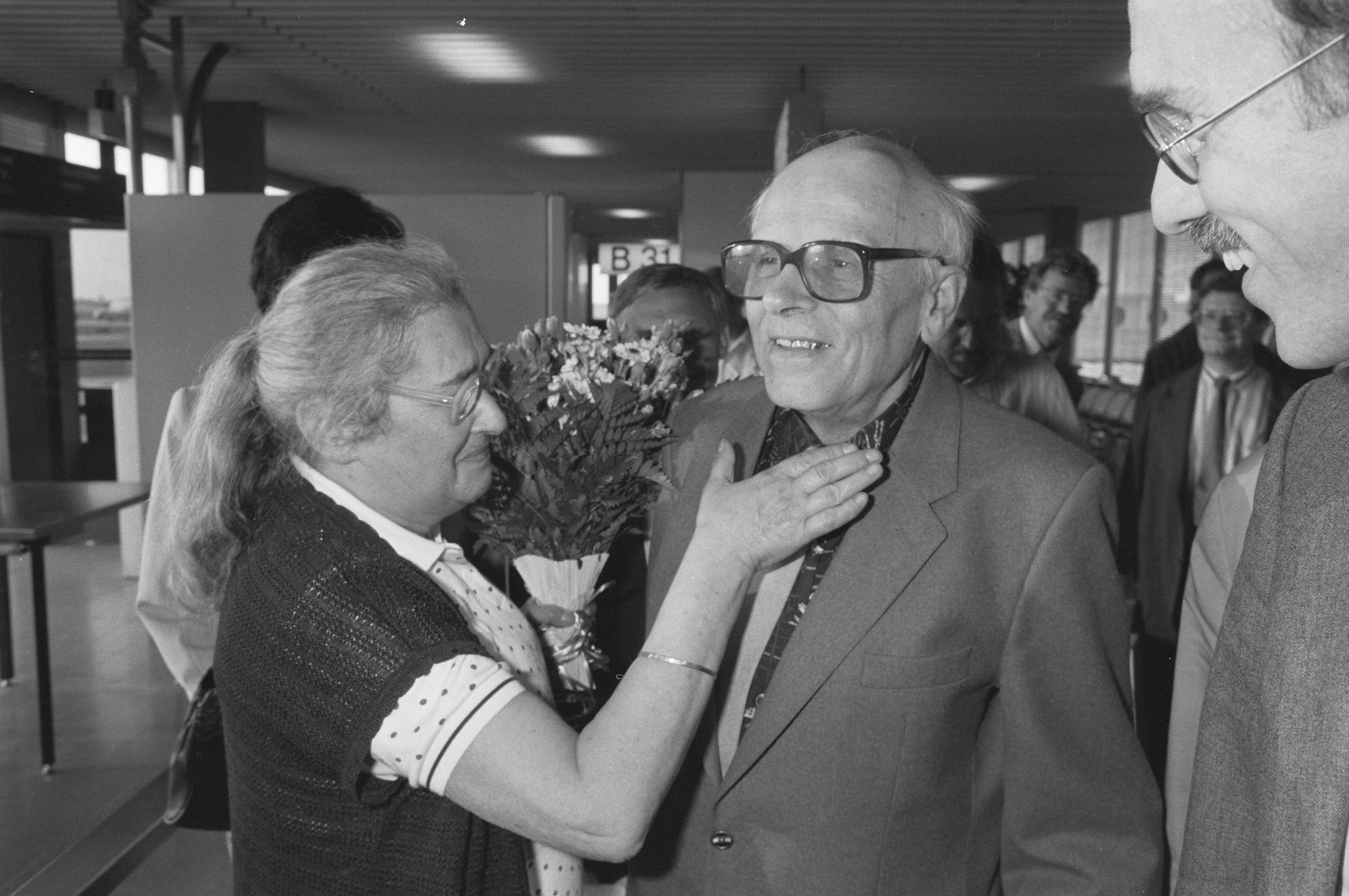
Елена Боннэр и А. Д. Сахаров 15 июня 1989 года в Схипхоле перед присуждением Андрею Дмитриевичу степени почётного доктора права Университета Гронингена

В 1960-х — начале 1970-х годов ездила на процессы над диссидентами.
Во время одной из таких поездок в 1970 году в Калуге (процесс Вайля — Пименова) познакомилась с академиком А. Д. Сахаровым.
В 1972 году вышла за него замуж.
Была участницей передачи дневников Кузнецова на Запад, в 1973 году неоднократно допрашивалась по этому делу.
В 1974 году Сахарову присудили денежную премию Чино дель Дука, что дало возможность Елене Боннэр осуществить мечту о фонде помощи детям политзаключённых, в основу которого легла переведённая Сахаровым часть премии.
Елена Боннэр представляла академика Сахарова в 1975 году на церемонии вручения Нобелевской премии в Осло.
12 мая 1976 года подписалась под учредительным документом Московской Хельсинкской группы.
Вместе с Сахаровым поехала в ссылку в город Горький (1980 год). За супругами в ссылке КГБ осуществлял постоянный надзор.
В 1984 году была осуждена Горьковским областным судом по ст. 190-1 УК РСФСР (клевета на советский общественный и государственный строй), наказание отбывала по месту высылки мужа в городе Горьком.
В Москве проживала по адресу ул. Чкалова, д. 48б, кв. 68. (в настоящее время улица Земляной Вал).
С момента активного участия Елены Боннэр в правозащитной деятельности она подвергалась многочисленным обыскам и задержаниям, её часто шантажировали.
Дочь Татьяна и сын Алексей были исключены из вузов и в конце 1970-х годов были вынуждены эмигрировать.
Однако невесте её сына Алексея, Лизе Алексеевой, власти СССР выезд запретили, что стало причиной первой голодовки супругов Сахаровых в Горьком (22 ноября — 9 декабря 1981 года).
Голодовка увенчалась успехом: Алексееву выпустили в США.
29 августа 1985 года на заседании Политбюро ЦК КПСС, обсуждавшем вопрос о просьбе А. Сахарова разрешить Е. Боннэр выезд за границу, многие его участники резко критиковали как самого А. Сахарова, так и Е. Боннэр. В частности, тогдашний секретарь ЦК Михаил Зимянин заявил:

Можно не сомневаться, что на Западе Боннэр будет использована против нас. Но отпор её попыткам сослаться на воссоединение с семьёй может быть дан силами наших учёных, которые могли бы выступить с соответствующими заявлениями. Тов. Славский прав — выпускать Сахарова за границу мы не можем. А от Боннэр никакой порядочности ожидать нельзя. Это — зверюга в юбке, ставленница империализма.— Рабочая запись заседания политбюро ЦК КПСС 29 августа 1985 года. // печатается по газете «Российские вести» от 3 октября 1992 года
По возвращении в Москву в 1987 году вместе с А. Д. Сахаровым приняла непосредственное участие в зарождении таких общественных объединений и клубов, как «Мемориал», «Московская трибуна», с 1997 года являлась членом Инициативной группы «Общее действие», созданной участниками демократического движения 1960—1970-х годов и представителями активно действующих правозащитных организаций. Сергей Капица в 2009 г. высказывал мнение, что Боннэр втянула Сахарова в «политический бизнес».

### Вдова Сахарова
Председатель неправительственной международной организации «Общественной комиссии по увековечению памяти Андрея Сахарова — Фонда Сахарова».
Входила в Комиссию по правам человека при президенте России с её основания до 28 декабря 1994 года.
Вышла из состава комиссии, не считая для себя возможным сотрудничество с администрацией президента, развязавшей Первую чеченскую войну.
В 2001 году подписала письмо в защиту телеканала НТВ.
Занималась составлением родословной и историей родов Сахаровых и Софиано. Книга вышла под названием «Вольные заметки к родословной Андрея Сахарова» в 1996 году в издательстве «Права человека».

### Отъезд в США
В 2006 году уехала к детям в США, где проживала в Бостоне.
Елена Боннэр — одна из героинь документального фильма «Они выбирали свободу» (телекомпания RTVi, 2005).
В августе 2008 года осудила действия России в Южной Осетии в период войны.
10 марта 2010 года первой подписала обращение российской оппозиции к гражданам России «Путин должен уйти».
22 марта 2010 года написала в блоге на Гранях.ру заметку «Об Академии наук», в которой призвала лишить Академию наук России административных и хозяйственных функций.

АН России… необходимо срочно разогнать <…> деньги, дома, санатории, больницы и пр. и пр. — передать на общенародный баланс. <…> А науку отпустить в свободное плавание по институтам и университетам. И это может оказаться её реанимацией.

## Смерть и похороны
Скончалась на 89-м году жизни 18 июня 2011 года в Бостоне от сердечного приступа.
Прощание с Еленой Боннэр прошло 21 июня в похоронном доме «Станецки» в городе Бруклайне (штат Массачусетс).
По желанию покойной её тело было кремировано, а урна с прахом перевезена в Москву и захоронена на Востряковском кладбище рядом с мужем — А. Д. Сахаровым, матерью и братом.

## Семья
У Боннэр двое детей — дочь Татьяна (род. 1950, с 1977 года проживает в США) и сын Алексей (род. 1956, с 1978 проживает в США).
С их отцом, Иваном Васильевичем Семёновым (1924—1993), она состояла в разводе с 1965 года.

## Награды и премии
- Медаль «За победу над Германией в Великой Отечественной войне 1941—1945 гг.»[28]
- Орден Отечественной войны II степени (1988)[29][30]
- Значок «Отличнику здравоохранения» (СССР)
- Медаль Памяти 13 января (12 февраля 1992, Литва)[31]
- награда «За свободу Прессы» (1993)
- Почётный доктор права ряда американских и европейских университетов[32]
- премия Международного фонда имени Рауля Валленберга
- премия памяти профессора Торолфа Рафто (1991)
- Командор ордена Великого князя Литовского Гядиминаса (31 января 1999 года, Литва)[33]
- Премия Ханны Арендт (2000)
- Орден Томаша Гаррига Масарика 2 класса (2003 год, Чехия)[34]
- Орден Креста земли Марии 3 класса (6 февраля 2008 года, Эстония)[35]
- Командорский Крест ордена Заслуг перед Республикой Польша указом президента Польши Леха Качиньского «за выдающиеся достижения в области защиты прав человека и продвижения гражданских свобод» (2009)[36]. 30 октября 2010 года награда была вручена послом Польши в России Петром Марциняком представителю Елены Боннэр — заведующей архивом в Центре имени Сахарова Белле Коваль[37].
- Медаль свободы Трумэна — Рейгана

### Комментарии
1. ↑  Однокашник Анастаса Микояна по тбилисской семинарии[источник не указан 1581 день]
2. ↑  

Семью своего папы (отчима) Геворка Саркисовича Алиханова я почти не знала. И его родственники не знали, что я неродная его дочь. Он просил маму никогда им этого не говорить. Из родных моего кровного отца Кочарова (Кочаряна) Левона Саркисовича я знала только его мать, мою бабушку, Герцелию Андреевну Тонунц. Её сестру Елену, которая нянчила меня в младенчестве, и деда я не помню. До революции они жили в городе Шуша, но бежали в Туркестан из Нагорного Карабаха, когда там во время гражданской войны резали армян.
— Из воспоминаний Елены Боннэр
3. ↑  Двоюродными братьями матери были писатель Виктор Важдаев; физикохимик Александр Рубинштейн; правовед-цивилист Борис Рубинштейн (1902—1937); дирижёр Владимир Рубинштейн[7].
4. ↑  Автор книги «Бесценные сокровища: о фонде научной библиотеки Иркутского университета» (1979) и библиографического указателя «Писатели Восточной Сибири» (1956)
5. ↑   

…И лишь благодаря настойчивости Елены Боннэр в годы «хрущевской оттепели» имена отца и сына впервые встретились на страничках поэтических сборников. …Сложно сказать, как переплелись судьбы этих молодых людей в предвоенные годы, но источники указывают, что Всеволод и Елена, будучи одноклассниками, были очень дружны. И может в шутку, а может и всерьёз, родители Багрицкого называли Елену «наша законная невеста»— Варяжский, Сергей. «Одесса, город мой, мы не сдадим тебя!» «Вечерняя Одесса» № 40 (9958) (18 марта 2014). Дата обращения: 4 апреля 2014. Архивировано 4 апреля 2014 года.
6. ↑  

В октябре 1971 года мы с Люсей приняли решение пожениться. У Люси были серьёзные сомнения. Она боялась, что официальная регистрация нашего брака поставит под удар её детей. Но я настоял на своём. Относительно её сомнений я полагал, что сохранение состояния неоформленного брака ещё опасней… Официальная регистрация в ЗАГСе состоялась 7 января 1972 года.— А. Д. Сахаров. Воспоминания. Глава 8. Люся — моя жена.

### Сноски
1. ↑  Умерла вдова академика Сахарова Елена Боннэр Архивная копия от 20 июня 2011 на Wayback Machine Lenta.ru, 19 июня 2011  (Дата обращения: 20 июля 2011)
2. 1 2  Yelena Bonner, Andrei Sakharov's widow, dies at 88 (недоступная ссылка — история). Boston.com. Дата обращения: 19 июня 2011.
3. ↑  Советские правители Армении Архивная копия от 8 ноября 2012 на Wayback Machine Газета «Ноев ковчег», № 9 (132), сентябрь 2008  (Дата обращения: 20 июля 2011)
4. ↑  Биография Елены Боннэр на сайте Московской Хельсинкской группы Архивная копия от 19 июля 2011 на Wayback Machine МХГ  (Дата обращения: 20 июля 2011)
5. ↑  Боннэр Е. Г. «Дочки-матери». Дата обращения: 18 января 2013. Архивировано 15 мая 2013 года.
6. ↑  Моисей Леонтьевич Клейман. Дата обращения: 18 января 2013. Архивировано 24 октября 2015 года.
7. 1 2  Андрей Сахаров, Елена Боннэр и друзья: жизнь была типична, трагична и прекрасна
8. 1 2 3 4 5  Памяти Елены Боннэр. «В ней было невероятное сострадание». Дата обращения: 25 октября 2019. Архивировано 25 октября 2019 года.
9. 1 2 3  «Забрать себе». Елена Боннэр: «Воевали не за Родину и не за Сталина, просто выхода не было…» Дата обращения: 25 октября 2019. Архивировано 25 октября 2019 года.
10. ↑  ГУЛАГ для самых маленьких. Дата обращения: 25 октября 2019. Архивировано 25 октября 2019 года.
11. ↑  Сахаров А. Д., том 2, 1996, с. 542. Служебная характеристика на Боннэр Елену Георгиевну 1922 года рождения, лейтенанта мед. службы, члена ВЛКСМ с 1939 г..
12. ↑  Елена Боннэр на сайте «Память народа». Дата обращения: 26 апреля 2020. Архивировано 1 октября 2020 года.
13. ↑  Биография Елены Георгиевны Боннер. РИА Новости. 15 февраля 2013. Архивировано 10 апреля 2018. Дата обращения: 10 апреля 2018.
14. ↑  Елена Боннэр: «Воевали не за Родину и не за Сталина, просто выхода не было…» Архивная копия от 13 мая 2013 на Wayback Machine Журнал «Сноб» № 5 (20), май 2010  (Дата обращения: 20 июля 2011)
15. ↑  Одна на всех Победа. www.sovsekretno.ru. Дата обращения: 17 мая 2021. Архивировано 17 мая 2021 года.
16. ↑  Елена Боннэр. До дневников: К изданию Собрания сочинений А. Д. Сахарова Архивная копия от 21 февраля 2017 на Wayback Machine // Журнал «Знамя», 2005, № 11
17. ↑  А. Д. Сахаров. Воспоминания, гл. 18. Дата обращения: 15 сентября 2012. Архивировано 19 января 2012 года.
18. ↑  Сергей Капица: "Я как белая ворона! " - 13 июля 2009 - Фонтанка.Ру. Дата обращения: 26 сентября 2023. Архивировано 26 сентября 2023 года.
19. ↑  Письмо видных деятелей науки, культуры и политики в защиту НТВ Архивная копия от 31 октября 2014 на Wayback Machine // newsru.com
20. ↑  Вольные заметки к родословной Андрея Сахарова (1996 год). Дата обращения: 25 января 2025. Архивировано 11 декабря 2024 года.
21. ↑  Stanley, Alessandra. Schwirtz, Michael (19 June 2011). «Yelena Bonner, Russian Rights Activist, Dies at 88» Архивная копия от 25 июня 2011 на Wayback Machine. The New York Times
22. ↑  Известный российский правозащитник Сергей Ковалёв призвал мировое сообщество осудить действия России в Грузии. «Эхо Москвы» (10 августа 2008). Дата обращения: 11 августа 2008. Архивировано 16 марта 2012 года.
23. ↑  Боннэр Е. Г. Об Академии наук Архивная копия от 25 марта 2010 на Wayback Machine Грани.ру, 22 марта 2010  (Дата обращения: 20 июля 2011)
24. ↑  В Бостоне скончалась вдова академика Сахарова Елена Боннэр Архивная копия от 21 июня 2011 на Wayback Machine «Московский комсомолец», 19 июня 2011  (Дата обращения: 20 июля 2011)
25. ↑  Могила Е. Г. Боннер. Дата обращения: 2 июня 2017. Архивировано 12 июня 2017 года.
26. ↑  Татьяна Янкелевич о «Мемориале». Мемориал. Дата обращения: 4 апреля 2014. Архивировано 18 апреля 2014 года.
27. ↑  Кто есть кто в судебной медицине. Семёнов Иван Васильевич (1924–1993). forens-med.ru. Дата обращения: 4 апреля 2014. Архивировано 4 апреля 2014 года.
28. ↑  Документ о награде / Боннер Елена Георгиевна, Медаль «За победу над Германией в Великой Отечественной войне 1941–1945. Память народа. Дата обращения: 30 июня 2016. Архивировано 15 августа 2016 года. С характеристикой: "С работой справляется. Пользуется авторитетом среди раненых. Хорошо руководит своими подчинёнными. Занесена на Доску Почёта.  Архивная копия от 22 февраля 2017 на Wayback Machine
29. ↑  Документ о награде / Боннер Елена Георгиевна, Орден Отечественной войны II степени. // Память народа (1988). Дата обращения: 30 июня 2016. Архивировано 15 августа 2016 года.
30. ↑  Награждена 28.04.1988 к 40-летию Победы
31. ↑  Apdovanotų asmenų duomenų bazė
32. ↑  В Бостоне скончалась вдова академика Сахарова Елена Боннэр. // Newsru.com. Дата обращения: 5 сентября 2011. Архивировано 23 августа 2011 года.
33. ↑  Jelena BONER. Apdovanotų asmenų duomenų bazė
34. ↑  Řád Tomáše Garrigue Masaryka [1994]. Дата обращения: 10 октября 2023. Архивировано 21 апреля 2023 года.
35. ↑  Jelena Bonner. Teenetemärkide kavalerid. Дата обращения: 21 февраля 2023. Архивировано 21 февраля 2023 года.
36. ↑  Postanowienie Prezydenta Rzeczypospolitej Polskiej z dnia 8 maja 2009 r. o nadaniu orderów i odznaczeń (M. P. Nr 43 poz. 664). Дата обращения: 21 июня 2011. Архивировано 18 апреля 2015 года.
37. ↑  Высокие награды российских правозащитников // МХГ Архивная копия от 2 декабря 2010 на Wayback Machine